# バーゲセン島
バーゲセン島 は、カナダ、ヌナブト準州、クィキクタアルク地域にある無人島である。島は、バフィン島北東海岸沖のバフィン湾に位置する。アダムズ島は22.3 km (13.9 mi)南、デクスティリティ島は17.2 km (10.7 mi)東にある。